# 国際プロレス団
国際プロレス団（こくさいプロレスだん）は、かつて存在した日本のプロレス興行団体。1954年に木村政彦によって結成された。

## 概要
柔道家の木村政彦は1951年にハワイで山口利夫（後の全日本プロレス協会創設者）と共にプロレスラーとしての活動を始め、ブラジルやアメリカのリングでも柔道を下地にしたレスリングで成功を収め、日本への帰国後もフリーの選手としてプロレス興行に参加していた。
1954年2月、日本プロレスの力道山は木村とタッグを組み、アメリカのシャープ兄弟との14連戦タッグマッチを開催。この興行は当時開始されたばかりのテレビ中継もあって一大ブームとなり、それまで日本では散発的な興行が行われる程度だったプロレスは盛んに興行が行われるようになる。ブームの中木村は自身の団体設立を模索し始める。
5月10日に地元熊本で立ノ海松喜らと国際プロレス団を立ち上げた。代表は立ノ海が務めていたが、当時のプロレス団体の常としてリング上のエースである木村が実質的な経営者だった。当初は九州や岐阜などを巡業して試合を行っていた。
12月22日に力道山と木村の直接対決（昭和の巌流島）が行われた。この試合は両者引き分けの取り決めだったが、試合途中からいわゆるセメントマッチとなり、木村は一方的に攻撃を受け続けて敗北を喫した。木村と力道山は程なくして双方のタニマチの仲介で和解したが、これらの経緯は現在でも不明な点が多い。木村はこの試合から一年ほどプロレスを休業することとなる。
木村は復帰すると、団体の本拠を熊本から大阪へ移すと共に旧全日本から清美川などを引き抜き、団体を立て直すため様々な新機軸を打ち出した。
まず、大都市での興行を試み、アメリカのゴージャス・マックを中心とした巡業を1955年12月から行った。12月に大阪、1956年1月には神奈川で木村とマックの試合が行われた。しかし、1月16日にマックは帝国ホテルで宝石強盗をはたらき逮捕されるという事件を起こした。この不祥事は国際プロレス団に大きな打撃となった。
次いでルチャドールのラウル・ロメロ、ヤキ・ローチャ、ロモン・ラモらをメキシコから招聘する。それまでゴージャス・マックなどプロレスの経験がない外国人選手を起用してきた中、初めての本格的な外国人選手とされる。4月に大阪で、5月に東京で試合を行うが興行的には失敗に終わる。
7月9日には大阪で大同山又道が率いる東亜プロレスとの団体対抗戦が行われた。これは日本のプロレス界初の団体対抗戦とされる。木村と大同山の大将戦は木村の反則勝ち、対抗戦も4勝3敗で国際プロレス団の勝利となる。しかし、経営を持ち直すには至らず1956年8月には興行を停止し、国際プロレス団は事実上解散することになった。
解散の直前に、所属していた一部の選手たちが脱退して新たにアジアプロレスを立ち上げた。木村は解散後海外に渡り、メキシコやヨーロッパで試合を行っていたが、1958年にプロレスから引退した。

## 所属選手
- 木村政彦
- 立ノ海松喜

大相撲出身。国際プロレス団の名義上の代表で木村をリングの内外から支えた。国際プロレス団の解散後、1957年に白老で北日本プロレスを立ち上げた。
- 大坪清隆（大坪飛車角）
- 加藤弘恭
- 小松原五男
- 白梅武
- 戸田武雄
- 戸田和雄
- 清美川梅之

旧全日本からの移籍で後期の主力選手。
- 月影四郎
- 速浪武夫[2]

## 来日外国人選手
- ゴージャス・マック

アメリカネブラスカ州出身。本名はモンゴメリー・マックファーランド。1955年12月に行われた木村の復帰戦の相手となったが、都内で宝石強盗を働くという不祥事を起こして逮捕されて日本に6年間服役していた。
- ジェロニモ・クァネイド[2]

出身地不明。日本に初めて参戦したインディアンレスラー。
- ボブ・マンフリー[2]

アメリカ出身。
- ラウル・ロメロ

メキシコ出身。日本に初めて参戦した覆面レスラー。メキシコ・ジュニアヘビー級王座を保持、ロメロ・スペシャルの創案者とされる（この2つには異説もある）。
- ヤキ・ローチャ

メキシコ出身。ヤキ族の末裔を名乗るインディアンレスラー。ラウル・ロメロと共に中南米タッグ王座を保持していたとされる。
- ラモン・ロモ

メキシコ出身。